# التقسيم الإداري لفلسطين (1920-1948)

خريطة أقضية فلسطين عام 1945.

التقسيم الإداري لفلسطين في فترة الإنتداب البريطاني وهي المناطق الإدارية التي كانت تشكّل فلسطين التاريخية في الفترة التي تمتد من بداية هذا الانتداب عام 1920 وحتى انسحاب بريطانيا من فلسطين وإعلان دولة إسرائيل على أرضها في مايو 1948. وكانت فلسطين تتشكل من 18 قضاء حتى عام 1944، حينما قررت حكومة فلسطين التابعة للانتداب دمج كل من قضاء بيت لحم وقضاء أريحا مع قضاء القدس ليكون عددها في نهاية هذه الفترة 16 قضاء.

## التقسيم الإداري
كانت فلسطين تقسم في أواخر عهد الحكم البريطاني إلى ست مناطق يعرف كل منها باسم «لواء» أو «مقاطعة»، ويقسم اللواء إلى أقسام أخرى يعرف كل منها باسم «قضاء». يعرف رئيس الأولى باسم «حاكم اللواء» ورئيس الأخرى باسم «قائم مقام». يشتمل كل قضاء على عدة قرى ينوب في كل منها عن قائم المقام أحد أهاليها ويدعى «المختار»، وتكون القرية بذلك أصغر وحدة إدارية.
وألوية فلسطين هي (حتى الأول من نيسان عام 1945):
- لواء الجليل: وعاصمته الناصرة، ويتألف من أقضية عكا وبيسان وصفد وطبرية والناصرة.
- لواء حيفا: ويتألف من قضاء واحد هو قضاء حيفا.
- لواء نابلس: أو لواء السامرة. ويتألف من أقضية نابلس وجنين وطولكرم.
- لواء القدس: ويتألف من أقضية القدس والخليل ورام الله.
- لواء يافا: وكان يعرف باسم لواء اللد. ويضم قضاءي يافا والرملة.
- لواء غزة: ويضم قضاءي غزة وبئر السبع.

## التاريخ

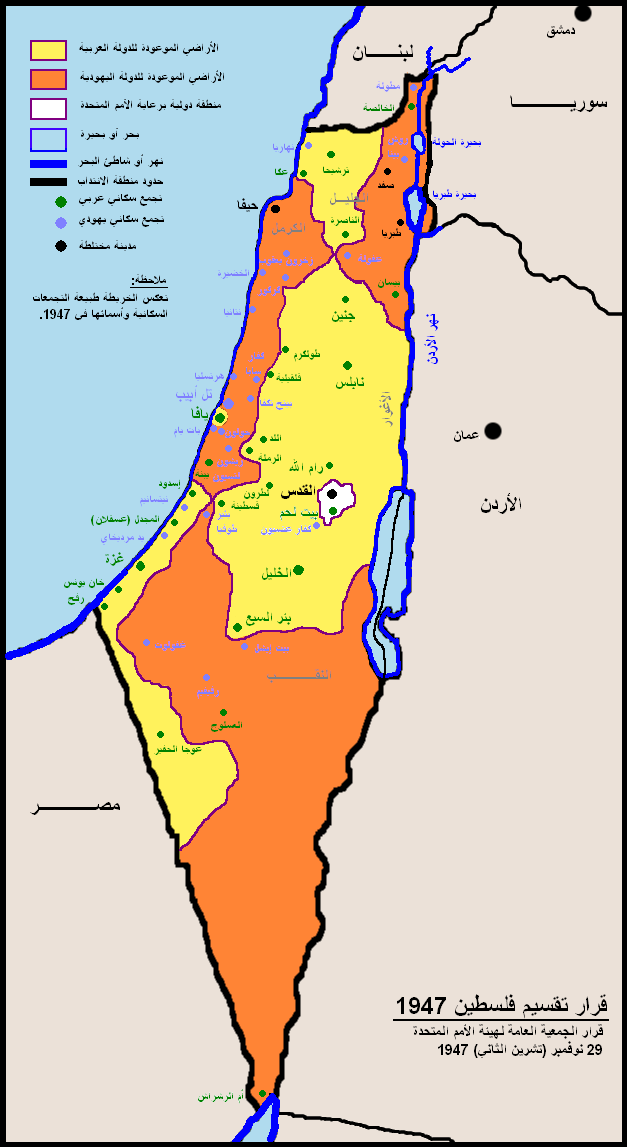
خارطة تقسيم فلسطين عام 1947.

حدود الأرض التي احتلتها إسرائيل واقامت عليها الدولة عام 1948

في عام 1917، احتلت فلسطين بيد الجيش الإنجليزي بعد أن كانت لأكثر من 4 قرون تحت الحكم العثماني، ودخلت فلسطين مظلة الانتداب البريطاني على فلسطين عام 1920، والذي بقى حتى عام 1948. أصدرت الأمم المتحدة قرار تقسيم فلسطين إلى دولتين عربية ويهودية عام 1947، ولكن قامت مصر بدخول غزة عام 1948 والأردن إلى الضفة الغربية. في فبراير عام 1949 وقعت كل من مصر والأردن مع إسرائيل هدنة تقضي باحتفاظ مصر والأردن بجزء من فلسطين ولذلك كانت مأوى لكثير من اللاجئين الفلسطينيين عند خروجهم من ديارهم.
قرار التقسيم
قامت هيئة الأمم المتحدة عام 1947 بمحاولة لإيجاد حل الصراع العربي الإسرائيلي القائم على فلسطين، وقامت هيئة الأمم بتشكيل لجنة UNSCOP المتألّفة من دول متعدّدة باستثناء الدّول دائمة العضوية لضمان الحياد في عملية إيجاد حلّ للنزاع.
قامت اللجنة بطرح مشروعين لحل النزاع، تمثّل المشروع الأول بإقامة دولتين مستقلّتين، وتُدار مدينة القدس من قِبل إدارة دولية. وتمثّل المشروع الثاني في تأسيس فيدرالية تضم كلا من الدولتين اليهودية والعربية. ومال معظم أفراد لجنة UNSCOP تجاه المشروع الأول والرامي لتأسيس دولتين مستقلّتين بإطار اقتصدي موحد. وقامت هيئة الأمم بقبول مشروع لجنة UNSCOP الدّاعي للتقسيم مع إجراء بعض التعديلات على الحدود المشتركة بين الدولتين، العربية واليهودية، على أن يسري قرار التقسيم في نفس اليوم الذي تنسحب فيه قوات الانتداب البريطاني من فلسطين.
أعطى قرار التقسيم 55% من أرض فلسطين للدولة اليهودية، وشملت حصّة اليهود من أرض فلسطين على وسط الشريط البحري (من إسدود إلى حيفا تقريبا، ما عدا مدينة يافا) وأغلبية مساحة صحراء النقب (ما عدا مدينة بئر السبع وشريط على الحدود المصرية). ولم تكن صحراء النّقب في ذاك الوقت صالحة للزراعة ولا للتطوير المدني، واستند مشروع تقسيم الأرض الفلسطينية على أماكن تواجد التّكتّلات اليهودية بحيث تبقى تلك التكتّلات داخل حدود الدولة اليهودية.

## السكان
الجدول الآتي يُبين تركيبة السكان في كل من الأقضية ال 16 المكونة لفلسطين زمن الانتداب:
| سكان فلسطين عام 1945              |           |        |         |        |         |        |           |
| القضاء                            | مسلمون    | بالمئة | يهود    | بالمئة | مسيحيون | بالمئة | المجموع   |
| قضاء عكا                          | 51,130    | 69%    | 3,030   | 4%     | 11,800  | 16%    | 73,600    |
| قضاء بئر السبع                    | 6,270     | 90%    | 510     | 7%     | 210     | 3%     | 7,000     |
| قضاء بيسان                        | 16,660    | 67%    | 7,590   | 30%    | 680     | 3%     | 24,950    |
| قضاء غزة                          | 145,700   | 97%    | 3,540   | 2%     | 1,300   | 1%     | 150,540   |
| قضاء حيفا                         | 95,970    | 38%    | 119,020 | 47%    | 33,710  | 13%    | 253,450   |
| قضاء الخليل                       | 92,640    | 99%    | 300     | <1%    | 170     | <1%    | 93,120    |
| قضاء يافا                         | 95,980    | 24%    | 295,160 | 72%    | 17,790  | 4%     | 409,290   |
| قضاء جنين                         | 60,000    | 98%    | مهمل    | <1%    | 1,210   | 2%     | 61,210    |
| قضاء القدس                        | 104,460   | 42%    | 102,520 | 40%    | 46,130  | 18%    | 253,270   |
| قضاء نابلس                        | 92,810    | 98%    | مهمل    | <1%    | 1,560   | 2%     | 94,600    |
| قضاء الناصرة                      | 30,160    | 60%    | 7,980   | 16%    | 11,770  | 24%    | 49,910    |
| قضاء رام الله                     | 40,520    | 83%    | مهمل    | <1%    | 8,410   | 17%    | 48,930    |
| قضاء الرملة                       | 95,590    | 71%    | 31,590  | 24%    | 5,840   | 4%     | 134,030   |
| قضاء صفد                          | 47,310    | 83%    | 7,170   | 13%    | 1,630   | 3%     | 56,970    |
| قضاء طبريا                        | 23,940    | 58%    | 13,640  | 33%    | 2,470   | 6%     | 41,470    |
| قضاء طولكرم                       | 76,460    | 82%    | 16,180  | 17%    | 380     | 1%     | 93,220    |
| المجموع                           | 1,076,780 | 58%    | 608,230 | 33%    | 145,060 | 9%     | 1,845,560 |
| Data from the Survey of Palestine |           |        |         |        |         |        |           |

- انظر الخارطة الرسمية لأقضية فلسطين.[4]
- ملاحظة: في بعض الخرائط شبه الرسمية، يضاف قضاءان آخران لأقضية فلسطين الستة عشر - هما: قضاء بيت لحم وقضاء اريحا.